# Luserna San Giovanni
Luserna San Giovanni (piemontesisch Luserna e San Gioann, okzitanisch Luzerna e San Jan) ist eine italienische Gemeinde in der Metropolitanstadt Turin (TO), Region Piemont, direkt östlich von Torre Pellice.

## Lage und Einwohner
Luserna San Giovanni ist Mitglied der Bergkommune Comunità Montana Val Pellice. Die Gemeinde liegt an den Gebirgsflüssen Pellice und Angrogna im mittleren Bereich des Val Pellice, in einem Teil, der auch Val (di) Luserna genannt wird und besteht aus den Ortsteilen Airali, Luserna und San Giovanni. Das Gemeindegebiet umfasst eine Fläche von 17,74 km² und hat 7111 Einwohner (Stand 31. Dezember 2023).
Die Nachbargemeinden sind Angrogna, Bricherasio, Torre Pellice (Hauptort des Tales), Bibiana, Lusernetta, Rorà und Bagnolo Piemonte.

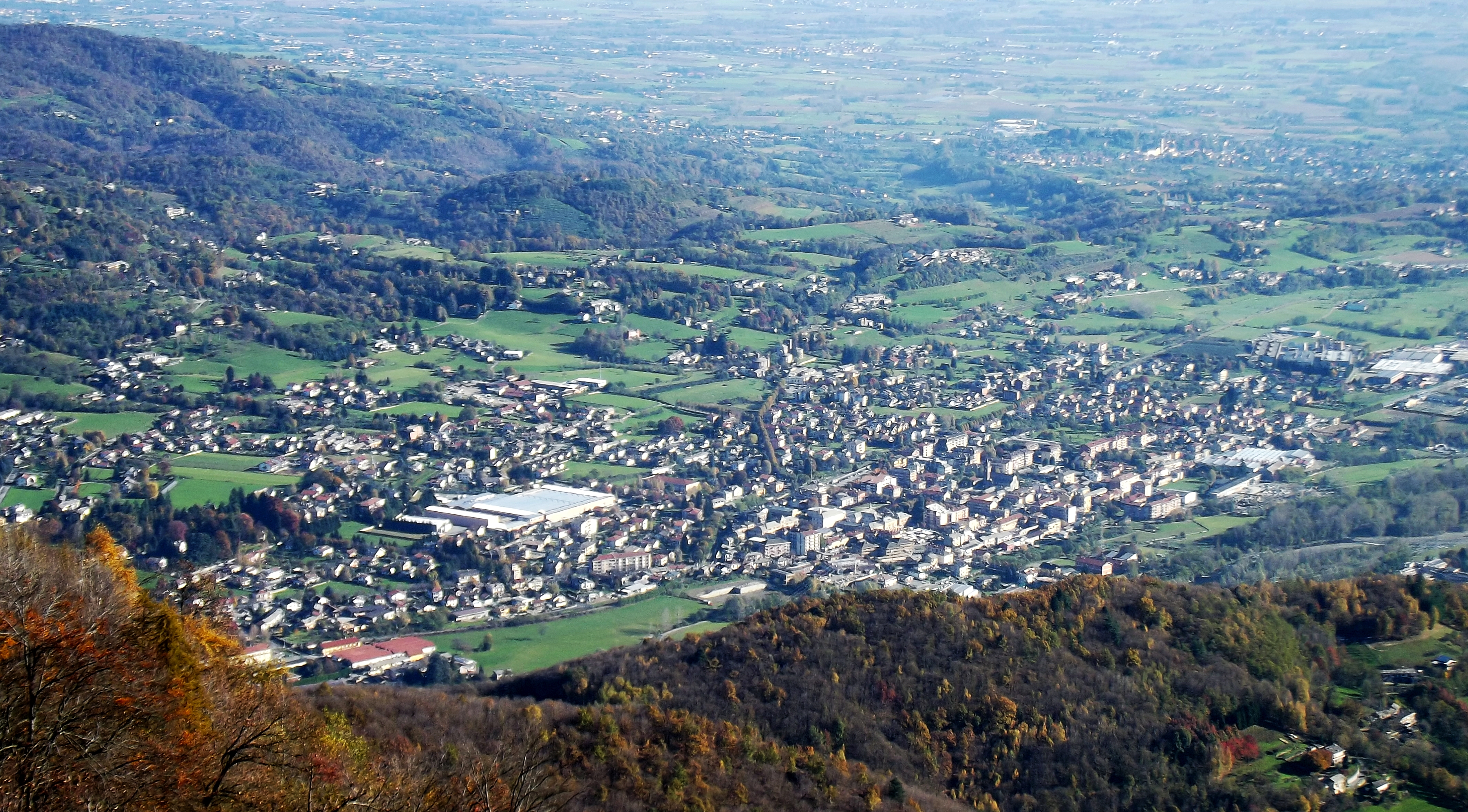
Panorama

## Geschichte

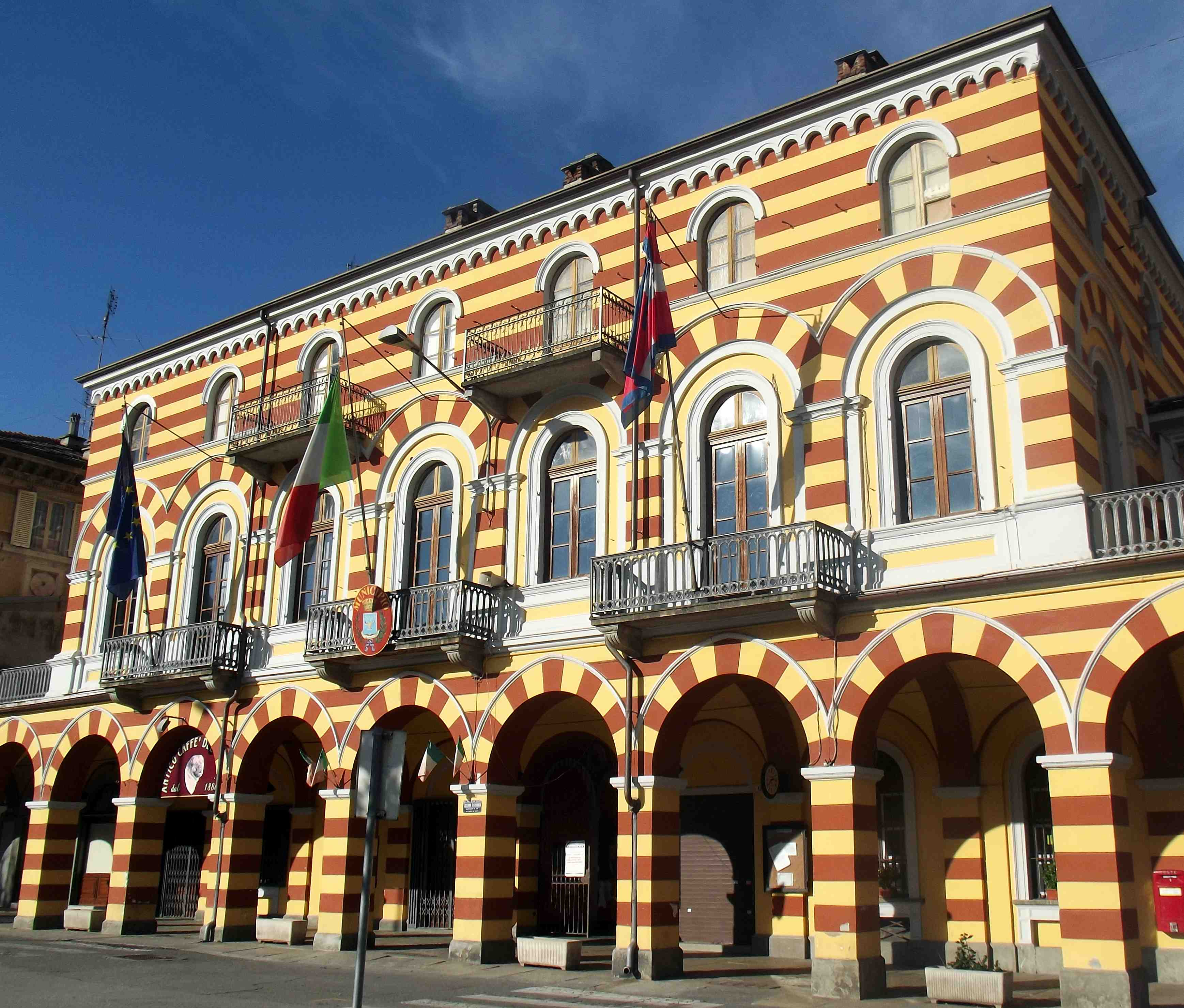
Rathaus der Gemeinde

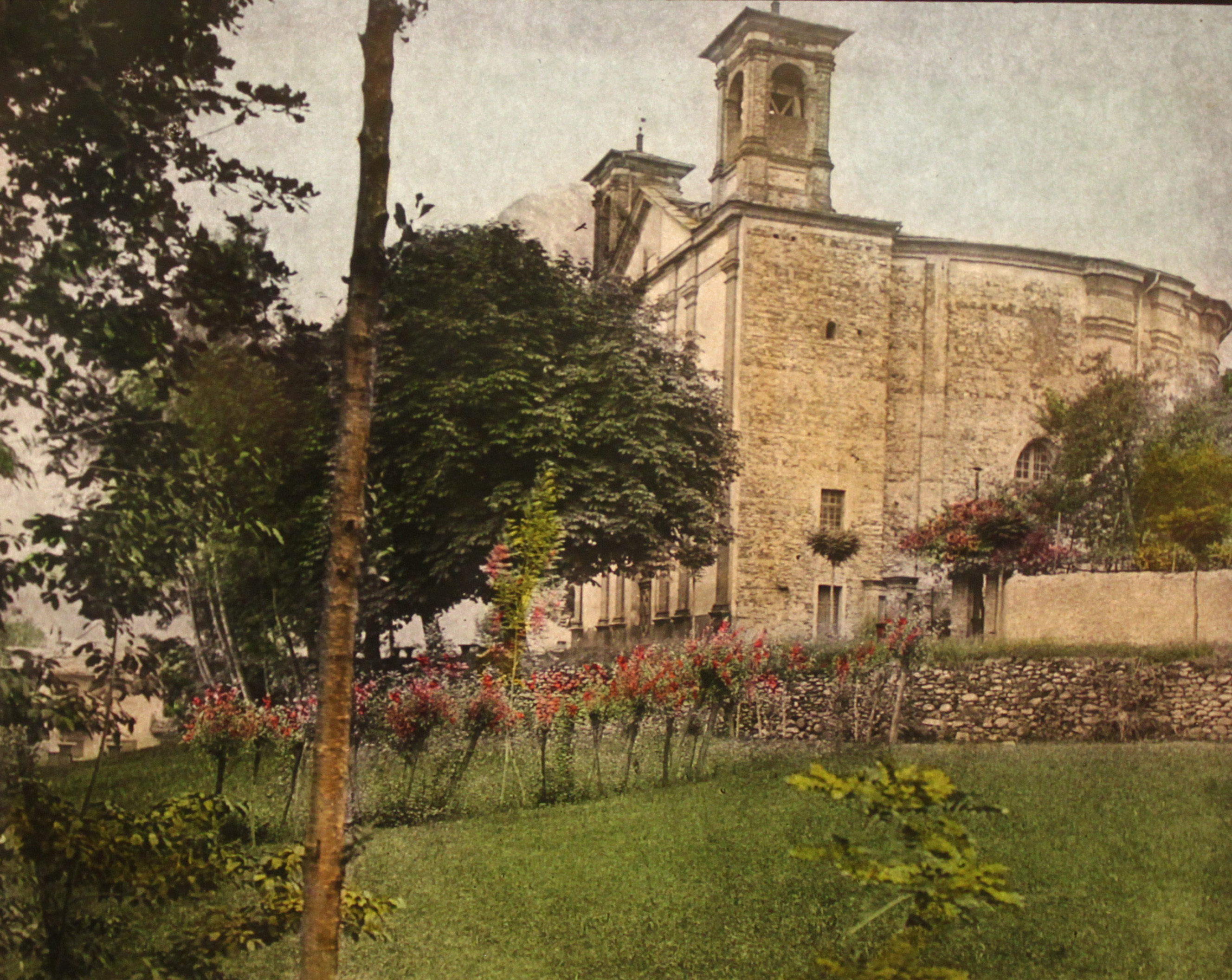
Waldenserkirche von 1806

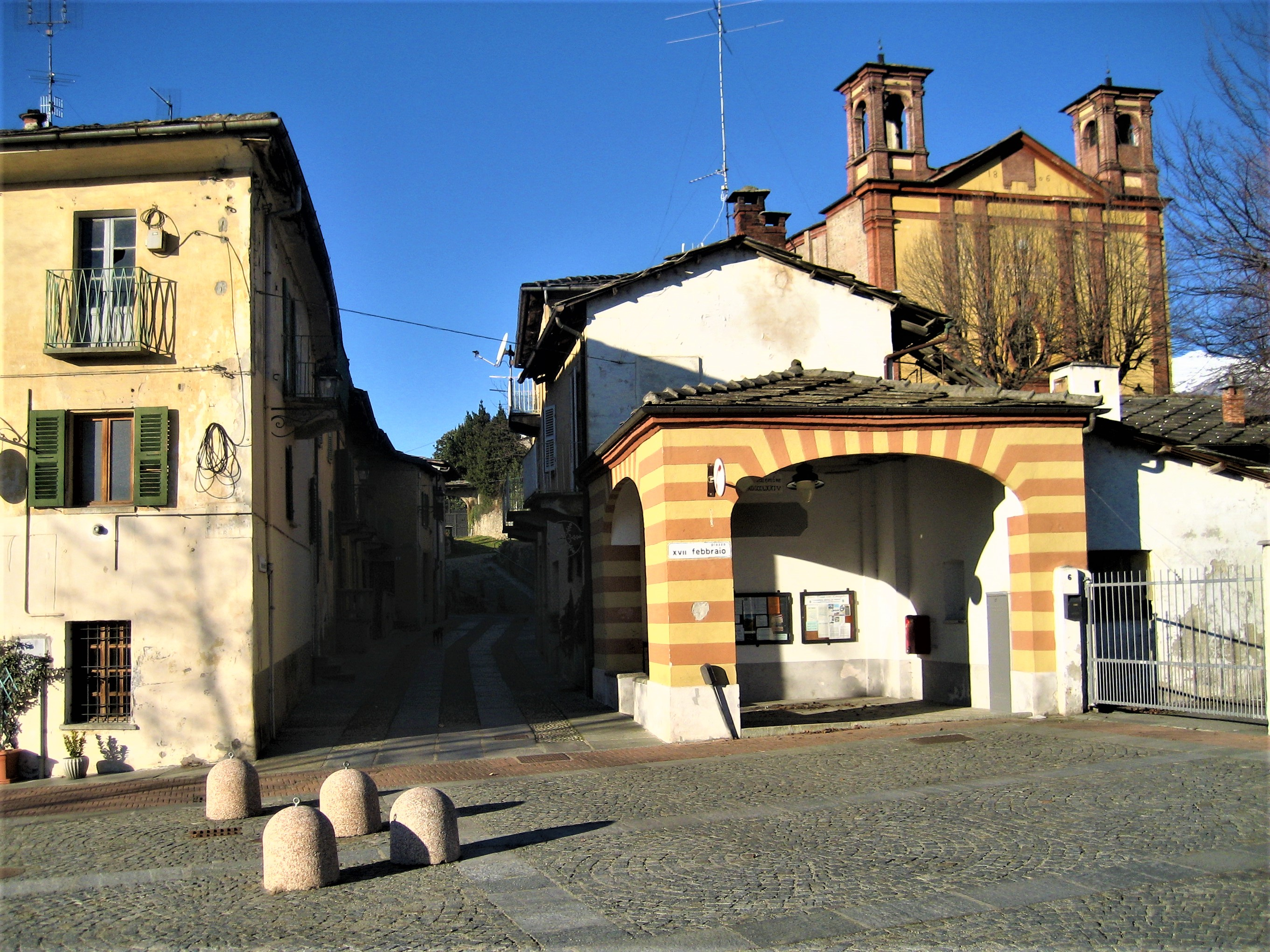
Waldenserkirche in San Giovanni (2011)

Die Erstnennung der Burg von Luserna erfolgte im Jahr 1096. Sie ging der entsprechenden Urkunde zufolge am 28. März 1069 an Maria, alamannischer Herkunft und Tochter eines Hugo, und ihren Ehemann Gosuinus, genannt Merulus. Dieser war, folgt man der historischen Tradition, der Stammvater der Signori von Luserna. Laut anderen Urkunden taucht er bereits vor dem Tod der Herzogin Adelheid von Susa († 1091) in ihrem Umkreis auf, wahrscheinlich bereits ab 1063. Ihr Tod beschleunigte den Zerfall der Markgrafschaft Turin, wobei sich Merulus einige verstreute Teile sichern konnte, um deren Verbindung er sich später bemühte. Ähnlich wie andere Lokalherren nutzte er, trotz Beibehaltung des Titels Vicecomes, die Gelegenheit, eine eigenständige Dynastie zu gründen. Diese zerfiel in einem nicht rekonstruierbaren Prozess in drei Linien, nämlich die der Bigliori, der Rorenghi und der Manfredi, die nach der hauseigenen Legende auf entsprechende Söhne eines Ahnherrn zurückgingen.

## Religion
Die waldensische Kirche, die ihr Zentrum in der Nachbargemeinde Torre Pellice hat, ist in Luserna San Giovanni präsent. Im Ort befinden sich katholische aber auch waldensische Kirchen. Die klassizistische waldensische Kirche wurde 1806 erbaut.

## Wirtschaft
Ein wichtiger Wirtschaftszweig sind die Steinbrüche, in denen Orthogneis gebrochen wird (bekannt als Pietra di Luserna), aber auch die Landwirtschaft mit dem Anbau von Getreide und Obst ist ein zentraler Erwerbszweig. Außerdem hat der Schokoladenhersteller Caffarel seinen Sitz in Luserna.

## Gemeindepartnerschaften
Mit den Städten Prievidza in der Slowakei, Savines-le-Lac in Frankreich und Colonia Valdense in Uruguay bestehen Gemeindepartnerschaften.

## Söhne und Töchter
- Fernando Cerchio (1914–1974), Regisseur
- Davide Nicola (* 1973), Fußballspieler und -trainer